# Једначина стања
Једначина стања је једначина која преко притиска, температуре и запремине описује понашање гаса и изражава се у облику {\displaystyle {\ f(p,V,T)=0}.}

## Једначине стања за посебне моделе
- Једначина стања идеалног гаса: {\displaystyle {\ pV=nRT}.}
- Једначина стања Ван дер Валсовог гаса: {\displaystyle {\left(p+{\frac {a}{V_{m}^{2}}}\right)\left(V_{m}-b\right)=RT}}
- Редлих-Квонгова (Redlich-Kwong) једначина стања: {\displaystyle {p={\frac {R\,T}{V_{m}-b}}-{\frac {a}{{\sqrt {T}}\,V_{m}\left(V_{m}+b\right)}}}}
- Соаова модификација Редлих-Квонгове једначине стања: {\displaystyle p={\frac {R\,T}{V_{m}-b}}-{\frac {a\,\alpha }{V_{m}\left(V_{m}+b\right)}}}
- Пенг-Робинсонова једначина стања: {\displaystyle p={\frac {R\,T}{V_{m}-b}}-{\frac {a\,\alpha }{V_{m}^{2}+2bV_{m}-b^{2}}}}
- Пенг-Робинсон-Страјек-Вера (Peng-Robinson-Stryjek-Vera) једначина стања: {\displaystyle \kappa =\kappa _{0}+\left[\kappa _{1}+\kappa _{2}\left(\kappa _{3}-T_{r}\right)\left(1-T_{r}^{0.5}\right)\right]\left(1+T_{r}^{0.5}\right)\left(0.7-T_{r}\right)}
- Елиот-Суреш-Донохова (Elliott, Suresh, Donohue) једначина стања: {\displaystyle {\frac {pV_{m}}{RT}}=Z=1+Z^{\rm {rep}}+Z^{\rm {att}}}
- Диетрићи (Dieterici) једначина стања: {\displaystyle \ p(V-b)=RTe^{-a/RTV}}
- Вириалова једначина стања: {\displaystyle {\frac {pV_{m}}{RT}}=1+{\frac {B}{V_{m}}}+{\frac {C}{V_{m}^{2}}}+{\frac {D}{V_{m}^{3}}}+\dots }
- Бенедикт-Веб-Рубинова једначина стања: {\displaystyle p=\rho RT+\left(B_{0}RT-A_{0}-{\frac {C_{0}}{T^{2}}}+{\frac {D_{0}}{T^{3}}}-{\frac {E_{0}}{T^{4}}}\right)\rho ^{2}+\left(bRT-a-{\frac {d}{T}}\right)\rho ^{3}+\alpha \left(a+{\frac {d}{T}}\right)\rho ^{6}+{\frac {c\rho ^{3}}{T^{2}}}\left(1+\gamma \rho ^{2}\right)\exp \left(-\gamma \rho ^{2}\right)}